# Ikarus Security Software
IKARUS Security Software GmbH je rakouská společnost, která vyrábí bezpečnostní software řady Ikarus. Vyvinula také jazyk ViDL (virus description language), který se stal standardem pro mezinárodní počítačovou bezpečnostní společnost – International Computer Security Association (ICSA).

## Společnost
Společnost IKARUS Security, od roku 1994 se sídlem ve Vídni, byla založena v roce 1986 Viktorem Mayer-Schönbergerem v Zell am See. V roce 1997 se ujal oblasti řízení managementu společnosti Josef Pichlmayr. To již společnost patřila mezi světovou špičku mezi výrobci zabezpečovacího softwaru. Bývá uváděno, že je, i v první dekádě 21. století, lídrem na trhu v oblasti počítačové bezpečnosti v Rakousku a ve východních zemích EU.